# Gotha Go 241
Die Gotha Go 241 war ein ziviles deutsches Reise- und Kurierflugzeug der Gothaer Waggonfabrik.

## Geschichte und Konstruktion
Entwickelt wurde es 1940 als Weiterentwicklung der Gotha Go 150 von der Gothaer Waggonfabrik. Das Flugzeug war als zweimotoriger freitragender Tiefdecker in Holzbauweise mit Einziehfahrwerk konzipiert worden. Im Gegensatz zur Go 150 konnten bei der Go 241 vier Personen transportiert werden. Als Antrieb kamen zwei Hirth-HM-506-A-Motoren mit je 160 PS zum Einsatz. Kriegsbedingt wurde nur eine Versuchsmaschine (Luftfahrzeugkennzeichen D-IRMM) hergestellt, die 1944 bei einem Bombenangriff zerstört wurde.

## Technische Daten
| Kenngröße             | Daten                                                   |
| --------------------- | ------------------------------------------------------- |
| Besatzung             | 1                                                       |
| Passagiere            | 3                                                       |
| Länge                 | 9,02 m                                                  |
| Spannweite            | 14,5 m                                                  |
| Höhe                  | 2,52 m                                                  |
| Flügelfläche          | 23,0 m²                                                 |
| Flügelstreckung       | 9,1                                                     |
| Nutzlast              |                                                         |
| Leermasse             | 1370 kg                                                 |
| max. Startmasse       | 1850 kg                                                 |
| Reisegeschwindigkeit  | 255 km/h                                                |
| Höchstgeschwindigkeit | 275 km/h                                                |
| Landegeschwindigkeit  | 85 km/h                                                 |
| Dienstgipfelhöhe      | 5000 m                                                  |
| Reichweite            | 800 km                                                  |
| Triebwerke            | 2 × Kolbenmotoren Hirth HM 506 A mit je 160 PS (118 kW) |